# Aristolochia medicinalis
Aristolochia medicinalis är en piprankeväxtart som beskrevs av R. E. Schultes. Aristolochia medicinalis ingår i släktet piprankor, och familjen piprankeväxter. Inga underarter finns listade i Catalogue of Life.